# مت اسکلتون
مت اسکلتون (انگلیسی: Matt Skelton؛ زادهٔ ۲۳ ژانویهٔ ۱۹۶۷) ورزشکار هنرهای رزمی ترکیبی و بوکسور اهل بریتانیا است.